# Alopecosa hokkaidensis
Alopecosa hokkaidensis este o specie de păianjeni din genul Alopecosa, familia Lycosidae, descrisă de Tanaka, 1985. Conform Catalogue of Life specia Alopecosa hokkaidensis nu are subspecii cunoscute.